# Globina

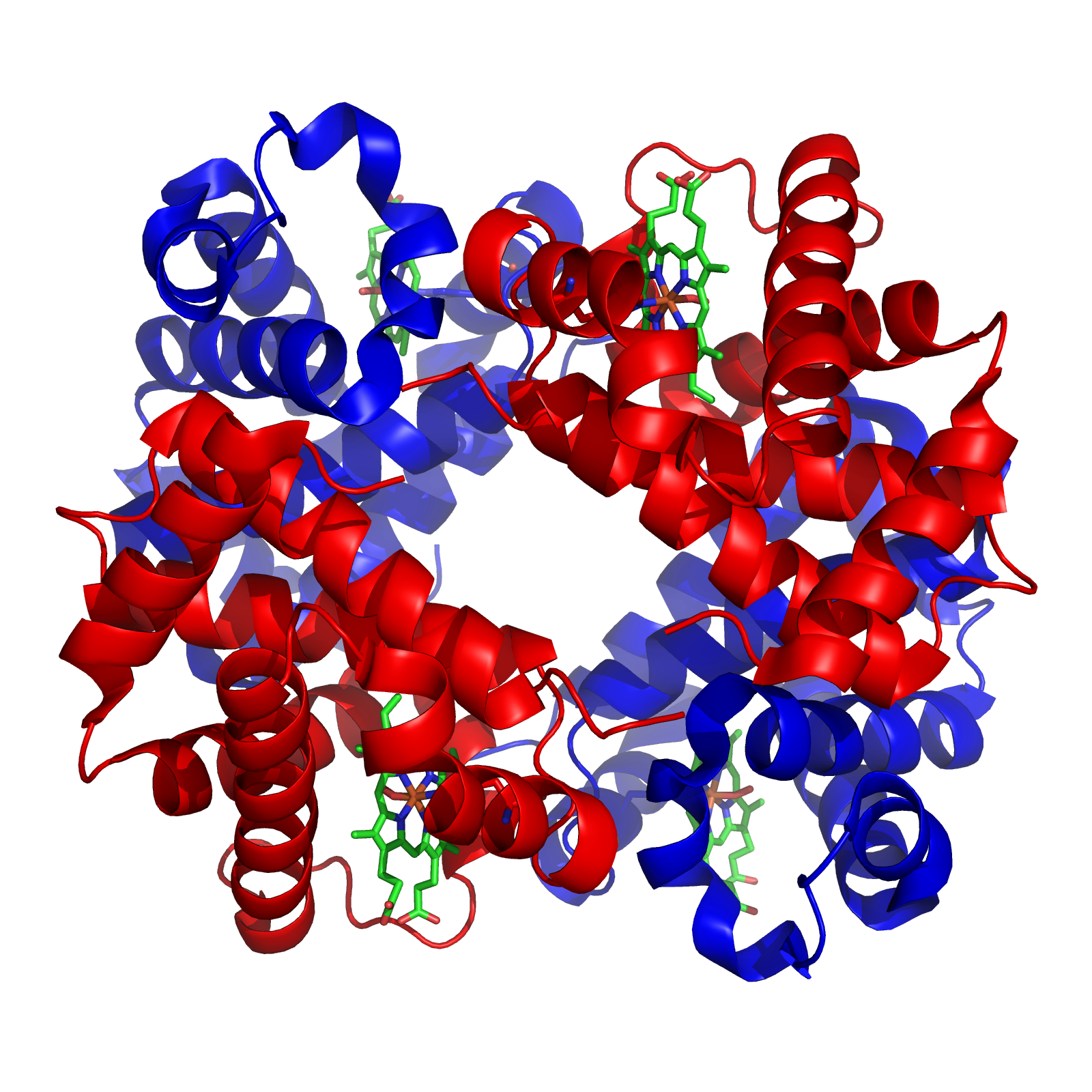
La globina es la parte proteica de la hemoglobina

La globina es una proteína globular en su estructura terciaria, que forma parte de la hemoglobina (heteroproteína) siendo la globina la parte proteica.
Existen varios tipos de cadenas de globina, que se designan mediante letras griegas (alfa, beta, gamma, etc.).
La globina es la parte proteica de la hemoglobina (apoproteína). El hemo es el grupo prostético de la hemoglobina. Está compuesto por cuatro cadenas polipeptídicas, estas son semejantes dos a dos.

## Estructura

### Estructura Primaria
Los aminoácidos varían según la especie y dentro de la especie humana varían con el desarrollo del organismo, de forma que cambian según se trate de la vida embrionaria, fetal o adulta.

## Genes

### Globinas alfa
La familia de las globinas alfa, se encuentra en el cromosoma 16 y forma un clúster que está compuesto por dos copias de la globina alfa, dos pseudogenes y a continuación la globina zeta.

### Globinas beta
La familia de las globinas beta ubicada en el cromosoma 11 está compuesta por: globina beta, seguida por globina delta, dos gamma (que varían en 1 aminoácido) y globina épsilon.